# Vrbovka
Vrbovka es un municipio del distrito de Veľký Krtíš en la región de Banská Bystrica, Eslovaquia, con una población estimada a final del año 2024 de 315 habitantes.
Se encuentra ubicado al suroeste de la región, en la cuenca hidrográfica del río Ipoly —un afluente izquierdo del Danubio— y cerca de la frontera con la región de Nitra y con Hungría.

## Demografía
| Año        | 1994 | 2004    | 2014     | 2024     |
| ---------- | ---- | ------- | -------- | -------- |
| Población  | 452  | 413     | 351      | 315      |
| Diferencia |      | −8,62 % | −15,01 % | −10,25 % |

| Año        | 2023 | 2024    |
| ---------- | ---- | ------- |
| Población  | 321  | 315     |
| Diferencia |      | −1,86 % |